# Adelina

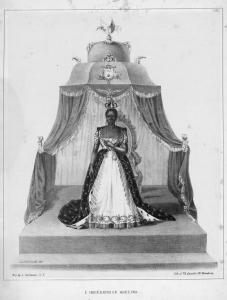
Adélina Lévêque

Adelina är ett kvinnonamn som bildats från det tyska namnet Adelheid (som är sammansatt av ord som betyder ädel och ljus). Namnet har använts i Sverige sedan 1800-talet.
Varianten Adhelin har funnits längre i Sverige. Det äldsta belägget är från år 1475. Namnet förekommer bland annat i svenska och danska folkvisor från medeltiden (se Riddar Stigs runor). Andra varianter är Adelin och Adeline.
Den 31 december 2017 fanns det 1 005 kvinnor med förnamnet Adelina folkbokförda i Sverige. Av dessa hade 525 namnet som tilltalsnamn. Motsvarande siffror var 33 respektive 13 för Adelin och 345 respektive 201 för Adeline.
Namnsdag i Sverige: saknas

Namnsdag i Finland (finlandssvenska namnlängden): saknas

## Personer med namnet Adelina
- Adelina Berisha, albansk sångerska
- Adelina Emini, albansk sångerska
- Adelina Ismajli, albansk sångerska

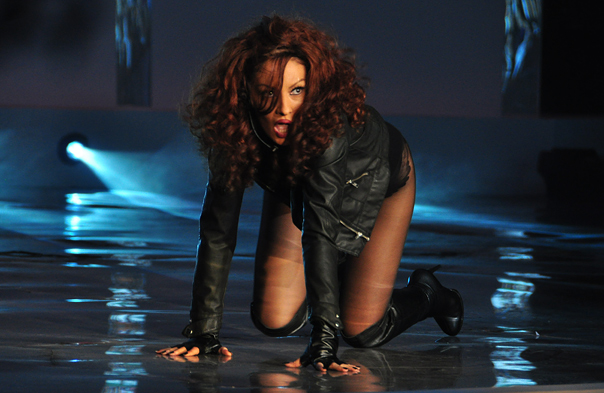
Adelina Ismajli, 2009.

- Adélina Lévêque, kejsarinna av Haiti
- Adelina Patti, italiensk operasångerska
- Adelina Thaçi, albansk sångerska